# Смесительный теплообменник
Смеси́тельный теплообме́нник (или конта́ктный теплообме́нник) — теплообменник, предназначенный для осуществления тепло- и массообменных процессов путём прямого смешивания сред (в отличие от поверхностных теплообменников). Наиболее распространены пароводяные струйные аппараты ПСА — теплообменники струйного типа, использующие в своей основе струйный инжектор. Смесительные теплообменники конструктивно устроены проще, нежели поверхностные, более полно используют тепло. Однако, пригодны они лишь в случаях, когда по технологическим условиям производства допустимо смешение рабочих сред.
Большое применение контактные теплообменники находят в установках утилизации тепла отработанного пара, дымовых газов и т.п.